# Tadeusz Kępka
Tadeusz Kępka (* 27. März 1932 in Warschau, Polen; † 18. Februar 2018 in Mexiko-Stadt) war ein polnischer Langstreckenläufer und langjähriger Trainer der Langstreckenläufer Mexikos.

## Leben
Während einer Karriere als Langstreckler studierte Kępka Sport an der Sporthochschule in Warschau, spezialisierte sich auf Mittel- und Langstreckenlauf und arbeitete in Warschau als Nachwuchstrainer. Im Rahmen eines von Tomasz Lempart initiierten Austauschprogrammes (die polnischen Mannschaften wurden bei den vorolympischen Spielen 1964–1967 kostenlos untergebracht und verpflegt, dafür bekam Mexiko für ein Taschengeld qualifizierte Trainer) war auch Kępka 1966 bereit, für 30 Monate nach Mexiko zu gehen – er blieb für den Rest seines Lebens. Schon nach kurzer Zeit waren seine Langstreckler erfolgreicher als die der benachbarten USA. In seinem Training orientierte er sich an der polnischen Tradition, konzentrierte die besten Langstreckler in Mexiko-Stadt, führte systematisch Höhentraining durch, hatte eine umsichtige Periodisierung des sportlichen Trainings.
Die größten Erfolge seiner Athleten waren:
- Weltrekord Halbmarathon Dionicio Cerón
- Weltrekord 10.000 Meter Arturo Barrios
- Weltrekord im Stundenlauf Arturo Barrios
- Weltrekord über 20 km Arturo Barrios
- Weltrekord über 10 km (Straße) Arturo Barrios
- Dreimal Sieger beim London Marathon Dionicio Cerón
- Zweifacher Sieger beim New York Marathon Germán Silva
- Silbermedaille bei den Weltmeisterschaften 2005 in Helsinki im Marathon Dionicio Cerón
- Olympische Spiele 1968 in Mexiko-Stadt zweimal Vierter über 5000 und 10.000 Meter Juan Martinez[5]

Für seine Verdienste wurde er mit dem Ritterkreuz des Verdienstordens der Republik Polen ausgezeichnet. Er war mit einer Mexikanerin verheiratet und galt als „Pole von Geburt – Mexikaner mit dem Herzen“.